# توبي هوف
توبي هوف (بالإنجليزية: Toby Huff)‏ هو عالم اجتماع أمريكي، ولد في 1942.